# 예래휴양형주거단지
예래휴양형주거단지는 제주특별자치도 서귀포시 예래동에 위치한 개발 사업 단지다.